# Vila čp. 496 (Mnichovo Hradiště)
Vila čp. 496 v Mnichově Hradišti je památkově chráněná budova v ulici Svatopluka Čecha, na nároží s ulicí V cestách. Památkově chráněná je od 6. prosince 2004.
Postavena byla v roce 1910, architekt byl Jaroslav Hrubý. Na stavbě jsou prvky secese.